# Юбилейнинское сельское поселение (Новгородская область)
Юбилейнинское сельское поселение — упразднённое муниципальное образование в Хвойнинском муниципальном районе Новгородской области России.
Административный центр — посёлок Юбилейный, который находится к востоку от пгт Хвойной и к северу от посёлка при станции Кабожа.
В марте 2020 года упразднено в связи с преобразованием муниципального района в муниципальный округ. Оно соответствует административно-территориальной единице Юбилейнинское поселение Хвойнинского района.

## География
Территория поселения расположена на северо-востоке Новгородской области. По территории протекает река Песь.

## История
Юбилейнинское сельское поселение было образовано законом Новгородской области от 17 января 2005 года № 396-ОЗ, Юбилейнинское поселение — законом Новгородской области от 11 ноября 2005 года № 559-ОЗ. 

## Население
| 2010  | 2012  | 2013  | 2014  | 2015  | 2016  | 2017  |
| ----- | ----- | ----- | ----- | ----- | ----- | ----- |
| 1747  | ↘1717 | ↘1692 | ↗1695 | ↘1689 | ↘1678 | ↘1645 |
| 2018  | 2019  | 2020  |       |       |       |       |
| ↘1601 | ↘1539 | ↘1520 |       |       |       |       |

## Населённые пункты
В состав поселения входят 7 населённых пунктов (с 2005 до 2020 гг. — 1 населённый пункт).
| № | Населённый пункт | Тип населённого пункта | Население |
| - | ---------------- | ---------------------- | --------- |
| 1 | Горка            | деревня                | ↘163      |
| 2 | Демидово         | деревня                | →0        |
| 3 | Кашино           | деревня                | ↗48       |
| 4 | Комарово         | деревня                | ↗22       |
| 5 | Макарьино        | деревня                | →8        |
| 6 | Раменье          | деревня                | ↘56       |
| 7 | Юбилейный        | посёлок                | ↘1520     |

Постановлениями правительства Новгородской области от 29 января и от 28 февраля 2020 года, деревни Горка, Демидово, Кашино, Комарово, Макарьино, Раменье были исключены из Кабожского поселения и переданы в Юбилейнинское.

## Инфраструктура
Основное предприятие муниципального образования — Кушаверское торфопредприятие (ООО «Кушавераторф»), действует узкоколейная железная дорога, в Юбилейном находится локомотивное депо.
В посёлке Юбилейный в 2008 году открыта первая в области сельская модельная библиотека, для которой Пушкинская библиотека Санкт-Петербурга передала более тысячи книг.